# Chiesa dei Santi Andrea e Agata
La chiesa dei Santi Andrea e Agata è la parrocchiale di Sant'Agata Bolognese, in città metropolitana ed arcidiocesi di Bologna; fa parte del vicariato di Persiceto – Castelfranco.

## Storia
Già nel XIII secolo a Sant'Agata sorgeva una pieve, situata all'interno del castello che era stato eretto a scopo difensivo durante uno dei numerosi conflitti tra modenesi e bolognesi.
Verso l'inizio del Seicento questa pieve, dal momento che era fatiscente, fu demolita e sostituita dalla nuova parrocchiale, costruita in stile barocco tra il 1614 e il 1629.
L'edificio venne interessato da diversi restauri tra il 1761 e il 1797, promossi da don Luigi Conti; altri lavori furono condotti tra il 1840 e il 1844 e in questa occasione vennero collocate le statue della facciata e si eresse il campanile.
Nel 1850 la cappella della Beata Vergine del Rosario venne dotata di una nuova volta e nel 1866 la parrocchiale e il campanile furono oggetto di un'ulteriore risistemazione.
La chiesa venne danneggiata dal terremoto dell'Emilia del 2012 e pertanto tra il 2015 e il 2018 fu completamente ristrutturata su disegno di Barbara Naldi e di Michele Marini.

## Descrizione

### Facciata
La facciata intonacata della chiesa è suddivisa da una cornice marcapiano in due registri. Quello inferiore, scandito in cinque parti da quattro lesene tuscaniche, presenta nel mezzo il portale d'ingresso delimitato da una cornice, sulla cui sommità si eleva un timpano sorretto da modiglioni, mentre ai lati si trovano due nicchie ospitanti le statue dei santi Andrea e Rocco, attribuite a Vincenzo Testoni; quello superiore, tripartito da lesene ioniche, è caratterizzato da un finestrone centrale a tutto sesto, affiancato da altre due nicchie contenenti le statue di Sant'Agata e San Sebastiano, anch'esse di Testoni; ai lati, in corrispondenza delle ali minori delle cappelle, due volute raccordano al corpo principale i due piccoli pinnacoli posti alle estremità. A coronamento si staglia un ampio frontone, sopra il quale si erge nel mezzo una croce di ferro.

### Interno
L'interno dell'edificio si compone di un'unica navata coperta da volte a crociera dipinte, sulla quale si affacciano quattro cappelle laterali per parte, introdotte da archi a tutto sesto e ospitanti degli altari e due confessionali; al termine dell'aula si apre il presbiterio, coperto da una volta a crociera riccamente affrescata e affiancato da altre due cappelle; sul fondo si sviluppa l'abside a base pentagonale, chiuso superiormente da una semicupola.